# 聖伊西德羅 (因蒂布卡省)
聖伊西德羅（西班牙語：San Isidro），是洪都拉斯的城鎮，位於該國西部，由因蒂布卡省負責管轄，始建於1925年，面積72平方公里，海拔高度1,077米，2001年人口3,062，人口密度每平方公里42.53人。
14°34′0″N 88°7′0″W / 14.56667°N 88.11667°W